# EXUP
EXUP（エグザップ、Exhaust Ultimate Power-valveの略）はヤマハ発動機が開発し、オートバイ用4サイクルエンジンに採用している排気デバイスの名称である。

## 概要
EXUPはマフラー（排気管）内に設けられた可変式のバルブで、エンジンの回転速度などの条件に合わせて開度を変えて排気圧力波を抑制する。高回転型のエンジンでは吸排気の効率を高くするために、吸気バルブと排気バルブが開いている時間が重なりあうバルブオーバーラップが長く設計されている。一方、排気管を流れる排気ガスには脈動的に変化する圧力が発生し、圧力波の一部は反射してエンジンへと戻る。この反射波と排気のタイミングが重なると、排気ガスの運動エネルギーが相殺されてバルブオーバーラップの効果を得られにくくなる。排気管の流路断面積を小さくすれば排気圧力波の影響は少なくなるが、細い流路は高回転で排気ガスの流量が増えると流路抵抗が大きくなるため、可変式のバルブを用いることで低回転時などの必要なときにのみ流路を絞って脈動を抑えている。バルブの開度はエンジン回転数、速度、スロットル開度、スロットル開閉速度、使用しているギアなどの情報をフィードバックして制御され、エンジンの回転数に応じて、サーボモーターに連結された排気管中にあるバタフライバルブを開閉する。同社の排気系部門設計者の山辺清貴によって考案された。
1987年型のFZR400Rで初めて実用化され、高性能スーパースポーツモデル（レーサーレプリカ）全般で採用されているが、近年ではVツインエンジンや単気筒エンジンにも採用されている。2004年型以降のYZF-R1では、4本の排気管それぞれにバルブを設けていた従来式に対し、4本の排気管が2本に集合した部分に設けて、左側の2気筒、右側2気筒、それぞれを合流させた後に脈動を制御する方式として小型化したEXUPを採用している。

## 採用車種
- FZRシリーズ
  - FZR250
  - FZR250R
  - FZR400（FZR400R）
  - FZR400RR（FZR400RR-SP）
  - FZR750（FZR750R(3FV1)）
  - FZR1000
- YZFシリーズ
  - YZF750SP
  - YZF750R
  - YZF1000R
  - YZF-R1
  - YZF-R7
  - YZF-R6
- その他
  - FZ1（FZS1000、FZS1000S）
  - MT-01
  - GTS1000/A
  - XJR1300
  - WR250R、WR250X
  - XV1900CU、Raider